# Oglasa malagasy
Oglasa malagasy là một loài bướm đêm trong họ Noctuidae.